# Journée internationale de la non-violence

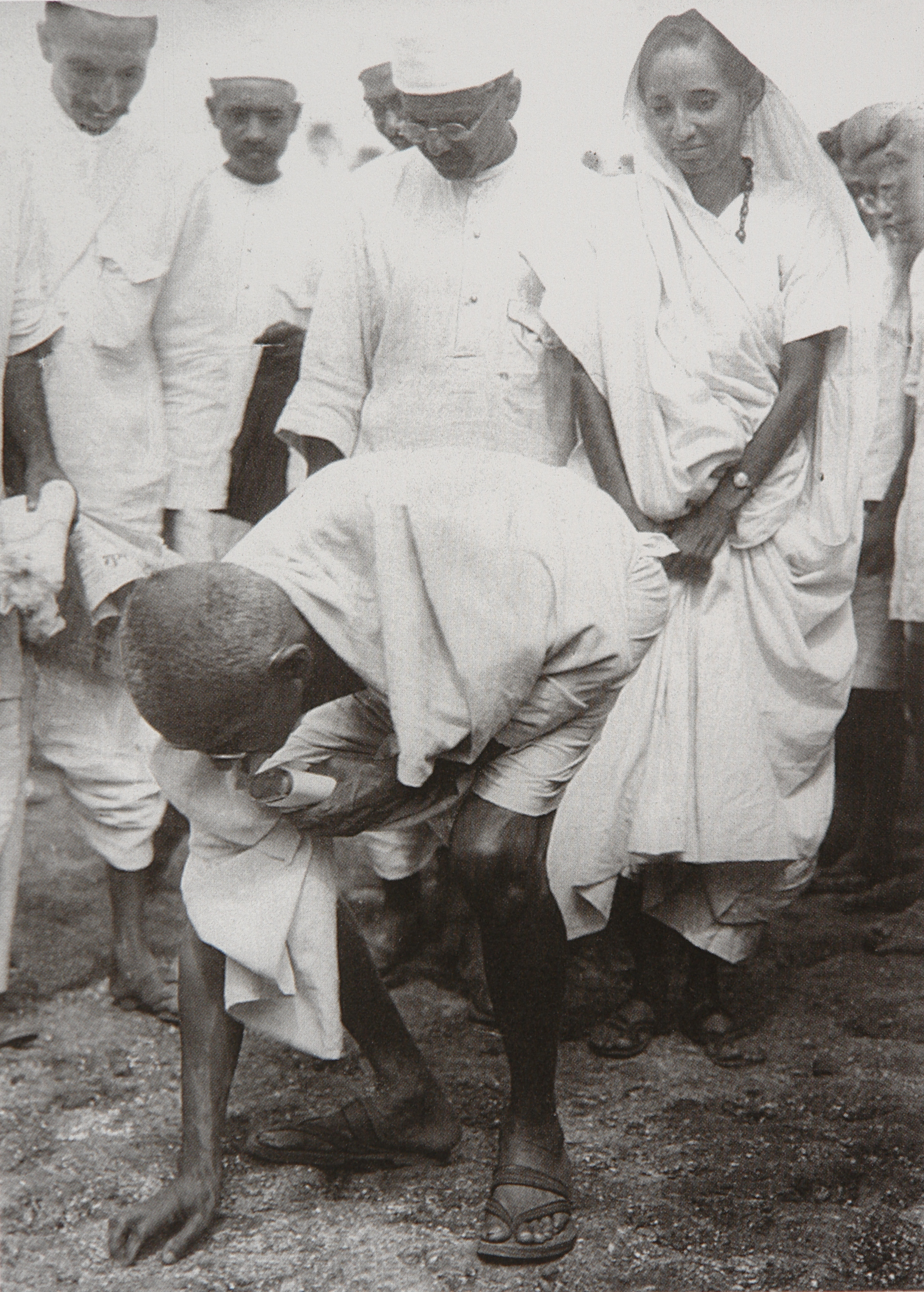
Marche du sel de 1930 : Gandhi ramassant une poignée de boue salée.

La Journée internationale de la non-violence est une journée internationale qui se déroule annuellement le 2 octobre, date anniversaire de la naissance du Mahatma Gandhi, figure majeure de l'indépendance indienne et pionnier de la non-violence. Cette journée a été choisie par l'assemblée générale des Nations unies et annoncée le 15 juin 2007,. 
En Inde, c'est un jour de fête nationale dénommé Gandhi Jayanti.